# Carteronius fuscus
Carteronius fuscus är en spindelart som beskrevs av Simon 1896. Carteronius fuscus ingår i släktet Carteronius och familjen säckspindlar.
Artens utbredningsområde är Mauritius. Inga underarter finns listade.